# Конверсія газів
Конверсія газів — процес переробки газів з метою зміни складу похідної газової суміші. Конверсують зазвичай газоподібні вуглеводні — метан і його гомологи, і окис вуглецю з метою отримання водню або його сумішей з окисом вуглецю. Такі суміші використовуються для синтезу органічних продуктів і як гази-відновники в металургії або піддають подальшій переробці для отримання водню. В ролі окиснювачів при конверсії можуть бути використані різні реагенти — кисень, водяна пара, двоокис вуглецю і їх суміші. Можливо також використання для цієї мети оксидів металів. Найбільш економічною сировиною для конверсії є метан (природний газ).
Розрізняють конверсію газів каталітичну і високотемпературну.